# 전주청소년비행예방센터
전주청소년비행예방센터 또는 전주청소년꿈키움센터는 지역사회 청소년의 비행을 예방하고 이들의 건전한 성장을 도모하기 위하여 설립된 대한민국 법무부 전주소년원 소속기관으로 전주청소년비행예방센터장(5급)은 보호사무관으로 보한다. 전라북도 전주시 덕진구 기린대로 495 청목빌딩 2층에 위치하고 있다.

## 연혁
- 2013년 11월 25일 전주청소년비행예방센터 개청[1]